# Redención Nacional
Redención Nacional är en ort i Mexiko.   Den ligger i kommunen Rioverde och delstaten San Luis Potosí, i den centrala delen av landet, 290 km norr om huvudstaden Mexico City. Redención Nacional ligger 988 meter över havet och antalet invånare är 119.
Terrängen runt Redención Nacional är platt västerut, men österut är den kuperad. Runt Redención Nacional är det ganska glesbefolkat, med 29 invånare per kvadratkilometer. Närmaste större samhälle är Río Verde, 10,3 km väster om Redención Nacional. Trakten runt Redención Nacional består i huvudsak av gräsmarker.